# Мађарска на Летњим олимпијским играма 1908.
Мађарска је учествовала на Летњим олимпијским играма одржаним 1908. године у Лондону, Енглеска. Тадашњи резултати Аустрије и Мађарске су држани одвојено иако су те две нације биле у заједничкој Аустроугарској држави.
Олимпијски тим из Мађарске је на овим олимпијским играма се такмичио у осам различитих спортова у укупно 38 различитих дисциплина и освојили су три златне, четири сребрне и две бронзане медаље.

## Освајачи медаља
Мађарска је завршила у укупном скору као шеста нација по броју медаља са три златне од укупно девет освојених медаља.

### Злато
- Ричард Вајс – Рвање, супертешка категорија
- Јене Фукс – Мачевање, сабља-појединачно
- Јене Фукс, Оскар Герде, Петер Тот, Лајош Веркнер, Јене Апати, Деже Фелдеш – Мачевање, сабља-екипно

### Сребро
- Бела Зулавски – Мачевање, сабља-појединачно
- Иштван Шомоди – Атлетика, скок увис, мушки
- Золтан Халмаи – Пливање, 100 m слободни стил, мушки
- Јожеф Мунк, Имре Закар, Бела Лаш-Тореш, Золтан Халмаи – Пливање, 4×200 m штафета слободни стил, мушки

### Бронза
- Пал Шимон, Фриђеш Вајснер, Јожеф Нађ, Еден Бодор, Вилмош Рац – Атлетика, штафета мешовито
- Карољ Левицки – Веслање, појединачно

## Резултати по дисциплинама

### Атлетика
Најбољи мађарски атлетичар је био Иштван Шомоди, који је освојио сребрну медаљу у скоку у вис. Штафета Мађарске је освојила бронзану медаљу.
| Дисциплина               | Позиција        | Атлетичар                                     | Група                       | Полуфинале                      | Финале               |
| ------------------------ | --------------- | --------------------------------------------- | --------------------------- | ------------------------------- | -------------------- |
|                          |                 |                                               |                             |                                 |                      |
| 100 m                    | Група           | Вилмош Рац                                    | 11,4 s 2, 15кв. група       | Није се квалификовао            | Није се квалификовао |
| 100 m                    | Група           | Пал Шимон                                     | 11,5 s 2, 11кв. група       | Није се квалификовао            | Није се квалификовао |
| 100 m                    | Група           | Фриђеш Вајснер                                | Непознато 4, 14кв. група    | Није се квалификовао            | Није се квалификовао |
|                          |                 |                                               |                             |                                 |                      |
| 200 м                    | Полу- финалиста | Карољ Радоци                                  | Прошао стазу 1, 7кв. група  | Непознато 3, 1 пф. група        | Није се квалификовао |
| 200 м                    | Група           | Вилмош Рац                                    | Непознато 2, 4кв. група     | Није се квалификовао            | Није се квалификовао |
| 200 м                    | Група           | Фриђеш Вајснер                                | Непознато 2, 6кв. група     | Није се квалификовао            | Није се квалификовао |
| 200 м                    | Група           | Пал Шимон                                     | Непознато 4, 10кв. група    | Није се квалификовао            | Није се квалификовао |
|                          |                 |                                               |                             |                                 |                      |
| 400 м                    | Група           | Јожеф Нађ                                     | Непознато 2, 7кв. група     | Није се квалификовао            | Није се квалификовао |
|                          |                 |                                               |                             |                                 |                      |
| 800 м                    | 4               | Еден Бодор                                    | Није одржано                | 1:58,6 1, 1пф. група            | 1:55.4               |
| 800 м                    | Полу- финалиста | Јожеф Нађ                                     | Није одржано                | Непознато 4, 3пф. група         | Није се квалификовао |
|                          |                 |                                               |                             |                                 |                      |
| 1500 м                   | Полу- финалиста | Јожеф Нађ                                     | Није одржано                | Непознато 2, 5пф. група         | Није се квалификовао |
| 1500 м                   | Полу- финалиста | Еден Бодор                                    | Није одржано                | Непознато 8, 1 пф. група        | Није се квалификовао |
|                          |                 |                                               |                             |                                 |                      |
| 110 м препоне            | Група           | Нандор Ковач                                  | Непознато 2, 10кв. група    | Није се квалификовао            | Није се квалификовао |
|                          |                 |                                               |                             |                                 |                      |
| 400 м препоне            | Полу- финалиста | Нандор Ковач                                  | Прошао стазом 1, 9кв. група | Није завршио трку —, 2пф. група | Није се квалификовао |
|                          |                 |                                               |                             |                                 |                      |
| 3200 м препреке          | —               | Антал Ловаш                                   | Није одржано                | Није завршио трку —, 2пф. група | Није се квалификовао |
|                          |                 |                                               |                             |                                 |                      |
| 1.600 м штафета мешовито | 3               | Пал Шимон Фриђеш Вајснер Јожеф Нађ Еден Бодор | Није одржано                | 3:32,6 1, 1пф. група            | 3:32,5               |
|                          |                 |                                               |                             |                                 |                      |
| 5 миља                   | —               | Антал Ловаш                                   | Није одржано                | Није завршио трку —,6пф. група  | Није се квалификовао |
|                          |                 |                                               |                             |                                 |                      |
| Маратон                  | —               | Л. Мерењи                                     | Није одржано                | Није одржано                    | Није почео трку      |
|                          |                 |                                               |                             |                                 |                      |
| 3.500 м брзо ходање      | 19              | Иштван Друбина                                | Није одржано                | 18:44,6 4, 2пф. група           | Није се квалификовао |
|                          |                 |                                               |                             |                                 |                      |

| Дисциплина               | Позиција | Атлетичар        | Висина/ Даљина |
| ------------------------ | -------- | ---------------- | -------------- |
|                          |          |                  |                |
| Скок увис                | 2        | Иштван Шомоди    | 1,88 м         |
| Скок увис                | 13th     | Јожеф Халусински | 1,72 м         |
|                          |          |                  |                |
| Скок удаљ                | 14       | Еден Холиц       | 6,54 м         |
| Скок удаљ                | 21-32    | Геза Ковешди     | Непознато      |
|                          |          |                  |                |
| Скок мотком              | 8        | Карољ Сатмари    | 3,35 м         |
|                          |          |                  |                |
| Камена са рамена         | 9-25     | Иштван Мудин     | Непознато      |
| Камена са рамена         | 9-25     | Мор Коцан        | Непознато      |
|                          |          |                  |                |
| Бацање диска             | 7        | Јурај Лунцер     | 38,34 м        |
| Бацање диска             | 12-42    | Јешина Ференц    | Непознато      |
| Бацање диска             | 12-42    | Имре Мудин       | Непознато      |
| Бацање диска             | 12-42    | Мор Коцан        | Непознато      |
|                          |          |                  |                |
| Бацање кладива           | 10-19    | Иштван Мудин     | Непознато      |
|                          |          |                  |                |
| Бацање диска, грчки стил | 7        | Иштван Мудин     | 33,11 м        |
| Бацање диска, грчки стил | 11-23    | Јурај Лунцер     | Непознато      |
| Бацање диска, грчки стил | 11-23    | Имре Мудин       | Непознато      |
| Бацање диска, грчки стил | 11-23    | Мор Коцан        | Непознато      |
|                          |          |                  |                |
| Бацање копља             | 7        | Имре Мудин       | 45,97 м        |
| Бацање копља             | 10-33    | Јешина Ференц    | Непознато      |
| Бацање копља             | 10-33    | Јурај Лунцер     | Непознато      |
| Бацање копља             | 10-33    | Иштван Мудин     | Непознато      |
| Бацање копља             | 10-33    | Мор Коцан        | Непознато      |
|                          |          |                  |                |

### Мачевање
Мађарска је на овим Олимпијским играма доминирала у мачевалачким дисциплинама. Мађарски мачеваоци су узели три златне медаље, две индивидуалне и једну екипну. Мађарска је послала осам такмичара.
| Дисциплина | Позиција    | Мачевалац     | Прва рунда  | Друга рунда          | Полу- финале         | Финале               |
| ---------- | ----------- | ------------- | ----------- | -------------------- | -------------------- | -------------------- |
|            |             |               |             |                      |                      |                      |
| Мач        | Прва рунда  | Бела Зулавски | 2-4 (4 у Ј) | Није се квалификовао | Није се квалификовао | Није се квалификовао |
| Мач        | Прва рунда  | Петер Тот     | 1-3 (4 у М) | Није се квалификовао | Није се квалификовао | Није се квалификовао |
| Мач        | Прва рунда  | Деже Фелдеш   | 1-5 (6 у Г) | Није се квалификовао | Није се квалификовао | Није се квалификовао |
|            |             |               |             |                      |                      |                      |
| Сабља      | 1           | Јене Фукс     | 5-0 (1 у К) | 3-1 (1 у 1)          | 6-1 (1 у 1)          | 6-1                  |
| Сабља      | 2           | Бела Зулавски | 3-2 (3 у Х) | 2-1 (2 у 4)          | 5-2 (1 у 2)          | 6-1                  |
| Сабља      | 4           | Јене Сантаи   | 3-1 (1 у Ф) | 3-1 (2 у 6)          | 4-3 (3 у 1)          | 3-4                  |
| Сабља      | 5           | Петер Тот     | 2-2 (2 у Б) | 4-0 (1 у 6)          | 5-2 (1 у 2)          | 3-4                  |
| Сабља      | 6           | Лајош Веркнер | 5-1 (1 у М) | 4-0 (1 у 2)          | 5-2 (2 у 1)          | 2-5                  |
| Сабља      | Друга група | Деже Фелдеш   | 5-0 (1 у Г) | 3-1 (2 у 2)          | 3-4 (5 у 1)          | Није се квалификовао |
| Сабља      | Друга група | Оскар Герде   | 4-1 (1 у И) | 4-0 (1 у 5)          | 4-3 (5 у 2)          | Није се квалификовао |
| Сабља      | Прва рунда  | Јене Апати    | 5-2 (2 у Ј) | 2-1 (3 у 8)          | Није се квалификовао | Није се квалификовао |
|            |             |               |             |                      |                      |                      |

| Дисциплина    | Позиција | Мачевалац | Прва рунда   | Друга рунда                                                 | Полу- финале                                   | Финале                                                | Репасаж      | Борба за сребрну медаљу |
| ------------- | -------- | --- | ------------ | ----------------------------------------------------------- | ---------------------------------------------- | ----------------------------------------------------- | ------------ | ----------------------- |
|               |          | |              |                                                             |                                                |                                                       |              |                         |
| Сабља, екипно | 1        | Јене Фукс (1, пф, ф) Оскар Герде (1, пф, ф) Петр Тот (1, пф, ф) Лајош Веркнер (1, ф) Деже Фелдеш (пф) Апати Јене | Није одржано | Поражени од екипе Немачке 9-0 Квалификовали се у полуфинале | Поражени од екипе Италије 11-5 Прошли у финале | Поражени од екипе Бохемије 9-7 Победили златна медаља | Није изабран | Није изабран            |
|               |          | |              |                                                             |                                                |                                                       |              |                         |

### Гимнастика
| Дисциплина | Позиција  | Гимнастичар  | Скор               |
| ---------- | --------- | ------------ | ------------------ |
|            |           |              |                    |
| Хептатлон  | 15        | Јанош Њистор | 236                |
| Хептатлон  | 34        | Сабо Калман  | Непознато          |
| Хептатлон  | 39        | Имре Гелерт  | Непознато          |
| Хептатлон  | 45        | Михаљ Антош  | Непознато          |
| Хептатлон  | Непознато | Ференц Сиц   | Непознато          |
| Хептатлон  | —         | Фриђеш Граф  | Није завршио такм. |
|            |           |              |                    |

### Веслање
| Дисциплина  | Позиција | Веслачи | Прва рунда                  | Четврт- финале          | Полу- финале            | Финале                |
| ----------- | -------- | --- | --------------------------- | ----------------------- | ----------------------- | --------------------- |
|             |          | |                             |                         |                         |                       |
| Појединачно | 3        | Карољ Левицки | -                           | 10.8 1, 2чф. група      | Непознато 2, 1пф. група | Није се квалификовао  |
| Појединачно | 9        | Ерне Килер | Није завршио трку —, heat 1 | Није се квалификовао    | Није се квалификовао    | Није се квалификовао  |
|             |          | |                             |                         |                         |                       |
| Осмерац     | 5        | Шандор Клекнер, Лајош Харасти, Антал Себењ, Роберт Едер, Шандор Хаутцингер, Јене Варади, Имре Вампетић, Ференц Киркноф, Васко Калман | Није одржано                | Непознато 2, 2чф. група | Нису се квалификовали   | Нису се квалификовали |
|             |          | |                             |                         |                         |                       |

### Стрељаштво
| Дисциплина  | Позиција | Стрелац       | Скор |
| ----------- | -------- | ------------- | ---- |
|             |          |               |      |
| 300 m пушка | 43       | Шандор Прокоп | 627  |
| 300 m пушка | 49       | Иштван Мориц  | 490  |
|             |          |               |      |

### Пливање
Мађарска је наставила са успешним учешћем у пливању на Олимпијским играма, опет је четврти пут заредом освојила медаље. Овај пут мађари су освојили две сребрне медаље.
| Дисциплина               | Позиција        | Пливач                                             | Групе                         | Полуфинале                      | Финале               |
| ------------------------ | --------------- | -------------------------------------------------- | ----------------------------- | ------------------------------- | -------------------- |
|                          |                 |                                                    |                               |                                 |                      |
| 100 m слободно           | 2               | Золтан Халмаи                                      | 1:08.2 1, 1кв. група          | 1:09.4 1, 1пф. група            | 1:06.2               |
| 100 m слободно           | Heats           | Јожеф Оноди                                        | 1:13.2 2, 5кв. група          | Није се квалификовао            | Није се квалификовао |
| 100 m слободно           | Heats           | Јожеф Мунк                                         | Непознато 3-5, 2кв. група     | Није се квалификовао            | Није се квалификовао |
| 100 m слободно           | Heats           | Хенрик Хајош                                       | Непознато 3-5, 3кв. група     | Није се квалификовао            | Није се квалификовао |
|                          |                 |                                                    |                               |                                 |                      |
| 400 m слободно           | Полу- финалиста | Бела лас Тореш                                     | 5:52.2 2, 1кв. група          | Непознато 4, 1пф. група         | Није се квалификовао |
| 400 m слободно           | Полу- финалиста | Хенрик Хајош                                       | 6:19.8 1, 9кв. рупа           | Непознато 5, 1пф. група         | Није се квалификовао |
| 400 m слободно           | Полу- финалиста | Имре Захар                                         | 6:09.8 1, 8кв. рупа           | Није завршио трку —, 2пф. група | Није се квалификовао |
| 400 m слободно           | Heats           | Јожеф Оноди                                        | Непознато 3, 7кв. рупа        | Није се квалификовао            | Није се квалификовао |
|                          |                 |                                                    |                               |                                 |                      |
| 100 m леђно              | —               | Шандор Куглер                                      | Дисквалификован —, 1кв. група | Није се квалификовао            | Није се квалификовао |
|                          |                 |                                                    |                               |                                 |                      |
| 100 m прсно              | 4               | Еден Толди                                         | 3:14.4 1, 4кв. група          | 3:16.4 2, 1пф. група            | 3:15.2               |
| 100 m прсно              | Полу- финалиста | Јожеф Фабињи                                       | 3:23.4 1, 6кв. група          | Непознато 4, 1пф. група         | Није се квалификовао |
| 100 m прсно              | Група           | Андраш Бароњи                                      | 3:18.0 2, 2кв. група          | Није се квалификовао            | Није се квалификовао |
|                          |                 |                                                    |                               |                                 |                      |
| 4x200 m штафета слободно | 2               | Јожеф Мунк Имре Захар Бела лас Тореш Золтан Халмаи | Није одржано                  | - 1, 3пф. група                 | 10:59.0              |
|                          |                 |                                                    |                               |                                 |                      |

### Тенис
| Дисциплина  | Позиција | Тенисер               | Рунда од 64       | Шеснаестина- финала | Осмина- финала             | Четврт- финале        | Полу- финале          | Финале                |
| ----------- | -------- | --------------------- | ----------------- | ------------------- | -------------------------- | --------------------- | --------------------- | --------------------- |
|             |          |                       |                   |                     |                            |                       |                       |                       |
| Појединачно | 16       | Деже Лаубер           | -                 | Изгубио пд Диксона  | Није се квалификовао       | Није се квалификовао  | Није се квалификовао  | Није се квалификовао  |
| Појединачно | 16       | Еде Тот               | Поразио Мицовског | Изгубио од Парка    | Није се квалификовао       | Није се квалификовао  | Није се квалификовао  | Није се квалификовао  |
| Појединачно | 16       | Јене Жигмонди         | -                 | Изгубио од Хикша    | Није се квалификовао       | Није се квалификовао  | Није се квалификовао  | Није се квалификовао  |
|             |          |                       |                   |                     |                            |                       |                       |                       |
| Парови      | 7        | Јене Жигмонди Еде Тот | Није одржано      | -                   | Изгубили од пара Ричи/Парк | Нису се квалификовали | Нису се квалификовали | Нису се квалификовали |
|             |          |                       |                   |                     |                            |                       |                       |                       |

| Противници       | Победа | Изгубљених | Проценат |
| ---------------- | ------ | ---------- | -------- |
| Бохемија         | 1      | 1          | .500     |
| Велика Британија | 0      | 3          | .000     |
|                  |        |            |          |
| Укупно           | 1      | 4          | .250     |

### Рвање
| Дисциплина                              | Позиција | Рвач         | Шеснаестина- финала   | Осмина- финала       | Четврт- финале       | Полу- финале         | Финале                |
| --------------------------------------- | -------- | ------------ | --------------------- | -------------------- | -------------------- | -------------------- | --------------------- |
|                                         |          |              |                       |                      |                      |                      |                       |
| Грчко-римски стил лака категорија       | 5        | Јожеф Мароти | Поразио Розеа         | Поразио Вуда         | Изгубио од Персона   | Није се квалификовао | Није се квалификовао  |
| Грчко-римски стил лака категорија       | 5        | Еден Радвањ  | Поразио Руфа          | Поразио Хокинса      | Изгубио од Орлова    | Није се квалификовао | Није се квалификовао  |
| Грчко-римски стил лака категорија       | 9        | Јожеф Тегер  | Поразио Мопса         | Изгубио од Пороа     | Није се квалификовао | Није се квалификовао | Није се квалификовао  |
|                                         |          |              |                       |                      |                      |                      |                       |
| Грчко-римски стил средња категорија     | 9        | Миклош Орос  | -                     | Изгубио од Јосепсона | Није се квалификовао | Није се квалификовао | Није се квалификовао  |
|                                         |          |              |                       |                      |                      |                      |                       |
| Грчко-римски стил полутешка категорија  | 4        | Хуго Пајр    | -                     | Поразио Замотина     | Поразио Вестропа     | Изгубио од Векмана   | Изгубио од Јенсена    |
| Грчко-римски стил полутешка категорија  | 17       | Ђерђ Лунцер  | Изгубио од Виђбрандса | Није се квалификовао | Није се квалификовао | Није се квалификовао | Није се квалификовао  |
|                                         |          |              |                       |                      |                      |                      |                       |
| Грчко-римски стил супертешка категорија | 1        | Ричард Вајс  | Није одржано          | Није одржано         | Поразио Јенсена      | Поразио С. Јенсена   | Поразио Петрова       |
| Грчко-римски стил супертешка категорија | 4        | Хуго Пајр    | Није одржано          | Није одржано         | Поразио Барета       | Изгубио од Петрова   | Изгубио од С. Јенсена |
|                                         |          |              |                       |                      |                      |                      |                       |

| Противници   | Победе | Изгубљене | Проценат |
| ------------ | ------ | --------- | -------- |
| Данска       | 2      | 3         | .400     |
| Финска       | 0      | 1         | .000     |
| В. Британија | 5      | 0         | 1.000    |
| Италија      | 0      | 1         | .000     |
| Холандија    | 2      | 1         | .667     |
| Русија       | 2      | 2         | .500     |
| Шведска      | 0      | 1         | .000     |
|              |        |           |          |
| Укупно       | 11     | 9         | .550     |